# Cerapachys hewitti
Cerapachys hewitti é uma espécie de formiga do gênero Cerapachys.